# Пименов, Никита Павлович
Никита Павлович Пименов (род. 30 января 1991, Алма-Ата) - российский телеведущий, журналист, актер театра, кино, педагог, кандидат политических наук. Лауреат премии города Москвы в области журналистики (2018). Член союза журналистов Москвы.
С 2024 года - ведущий телепередачи "Доброе утро" на "Первом канале" и ведущий телеканала "Поехали!". Актер театра "Нуар".

## Биография
Родился 30 января 1991 года в Алма-Ате. Отец - Пименов Павел (1962 г.). Мать - Пименова Лариса (1962 г.). В 1992 году семья переехала в Санкт-Петербург. В 2008 году окончил общеобразовательную школу №599 с золотой медалью и поступил в Санкт-Петербургский Государственный Электротехнический Университет "ЛЭТИ" на специальность "Связи с общественностью". В 2013 году получил красный диплом, став лучшим выпускником гуманитарного факультета своего года. В 2016 году окончил аспирантуру на кафедре социологии и политологии в Санкт-Петербургском Государственном Электротехническом Университете "ЛЭТИ".

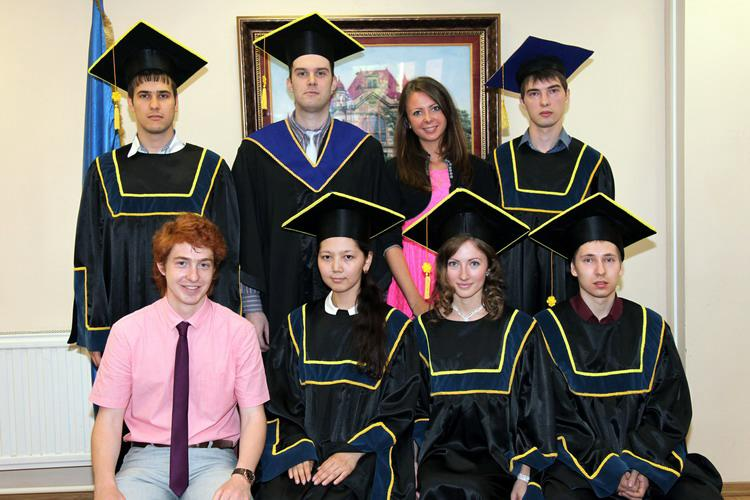
Лучшие выпускники 2013 года

 В 2017 году защитил кандидатскую диссертацию в Санкт-Петербургском Государственном Университете и стал кандидатом политических наук по специальности 23.00.02 - политические институты, процессы и технологии.
На третьем курсе вместе с однокурсниками стал заниматься студенческим телевидением, которое было организовано в «ЛЭТИ» в честь 120-летия вуза. Вместе с командой придумал программу, которая вошла в шорт-лист Всероссийского конкурса, организованного Федеральным агентством по делам молодежи и «Первым каналом».
В 2012 году пришел на практику в телепередачу «Утро на 5» на «Пятом канале». Спустя несколько месяцев стал корреспондентом в этой программе. Принимал участие в съемках социальных экспериментов в рубрике "Эксперимент", снимал опросы и небольшие интервью с писателями и известными людьми для рубрики "Переплет". В 2014 году стал ведущим рубрики "Переплет" и вел ее один год.
В 2015 году стал ведущим телепередачи "Утро" на телеканале Life78, который только начал свое вещание в Санкт-Петербурге и Ленинградской области. Потом вел новости и был обозревателем. За рубрику о книгах и писателях получил специальный приз "Богатство смыслов" премии "Золотое перо". Ушел в январе 2017 года незадолго до закрытия телеканала.

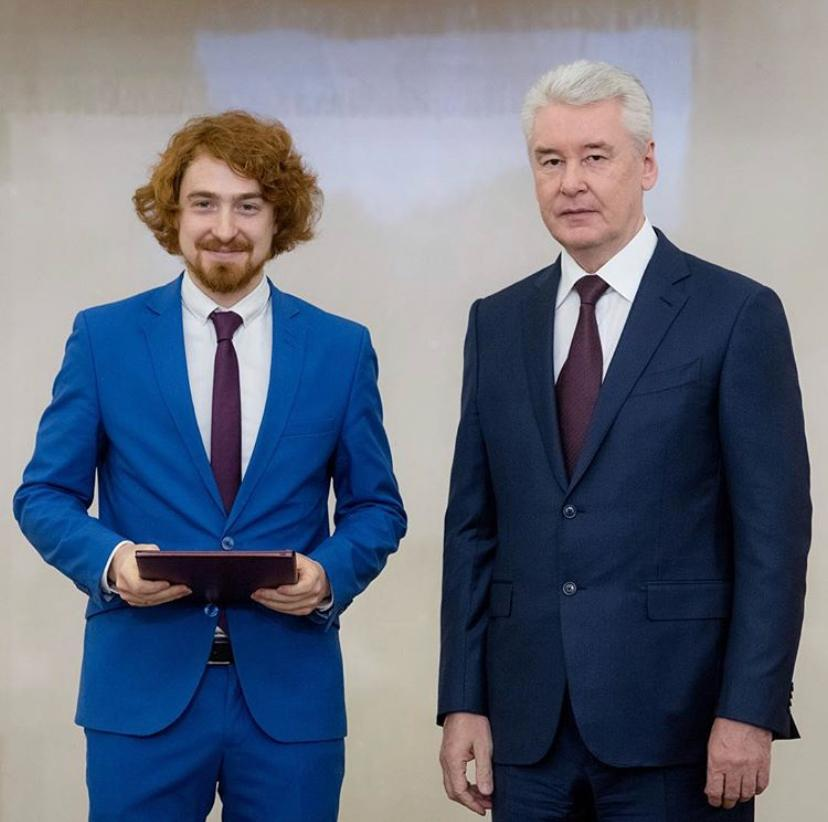
На вручении премии города Москвы в области журналистики, 2019 год

С 1 февраля 2017 года стал работать корреспондентом на телеканале «Москва 24». В 2018 году стал лауреатом ежегодной Премии для журналистов «ПроОбраз» Московского международного форума «Город образования»  в номинации "В кадре". В январе 2019 года получил премию города Москвы в области журналистики за оперативное освещение общественно-политической жизни мегаполиса.

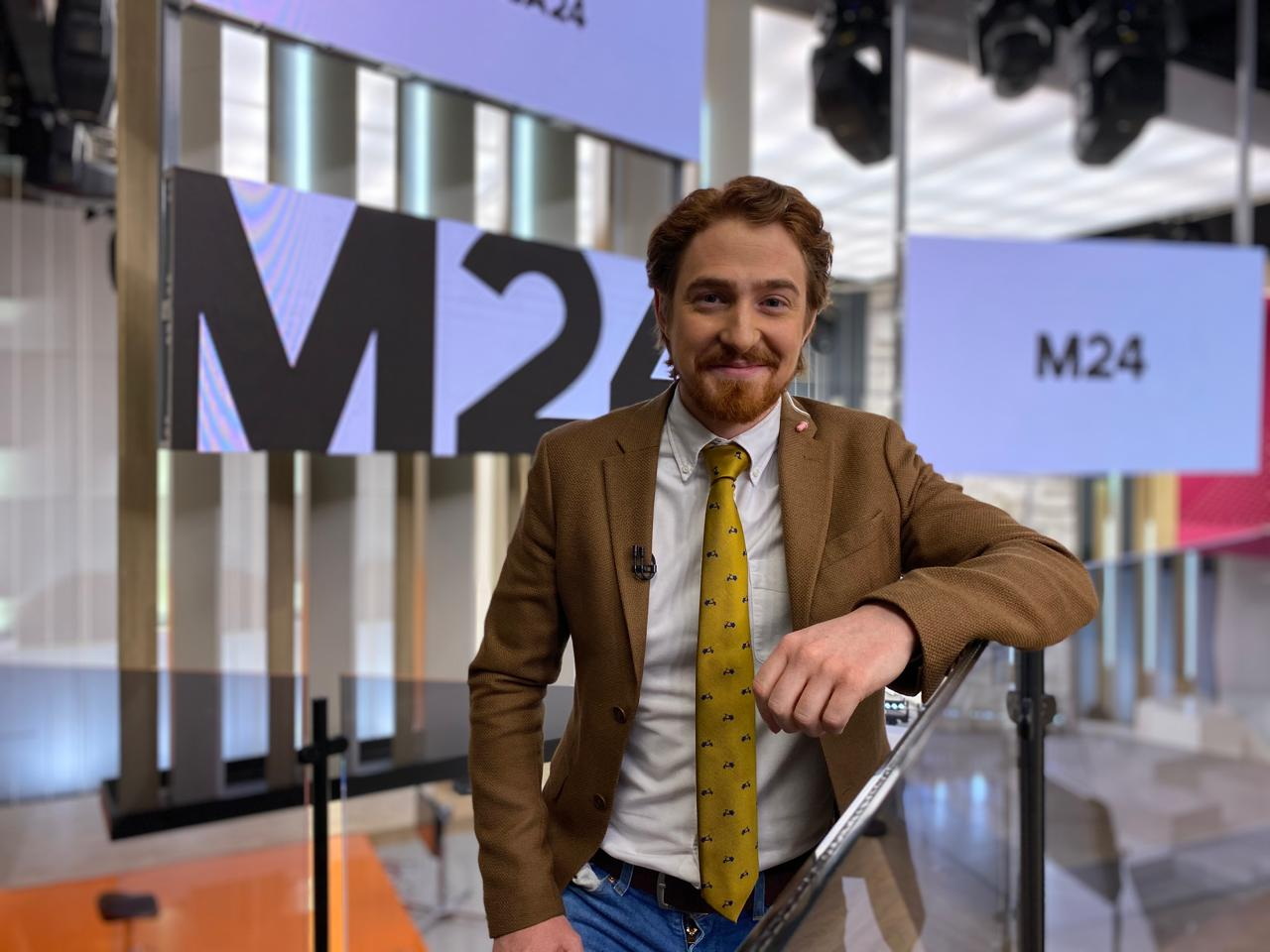
В студии «Москвы 24»

На телеканале "Москва 24" в разное время вел новости спорта, общественно-политическое ток-шоу "Прямо и сейчас" и телепередачу "Утро". Также был лицом телеканала "Москва 24 метро". Его показывали на экранах в московском метро, где он в шуточной форме рассказывал о самых заметных Московских событиях.

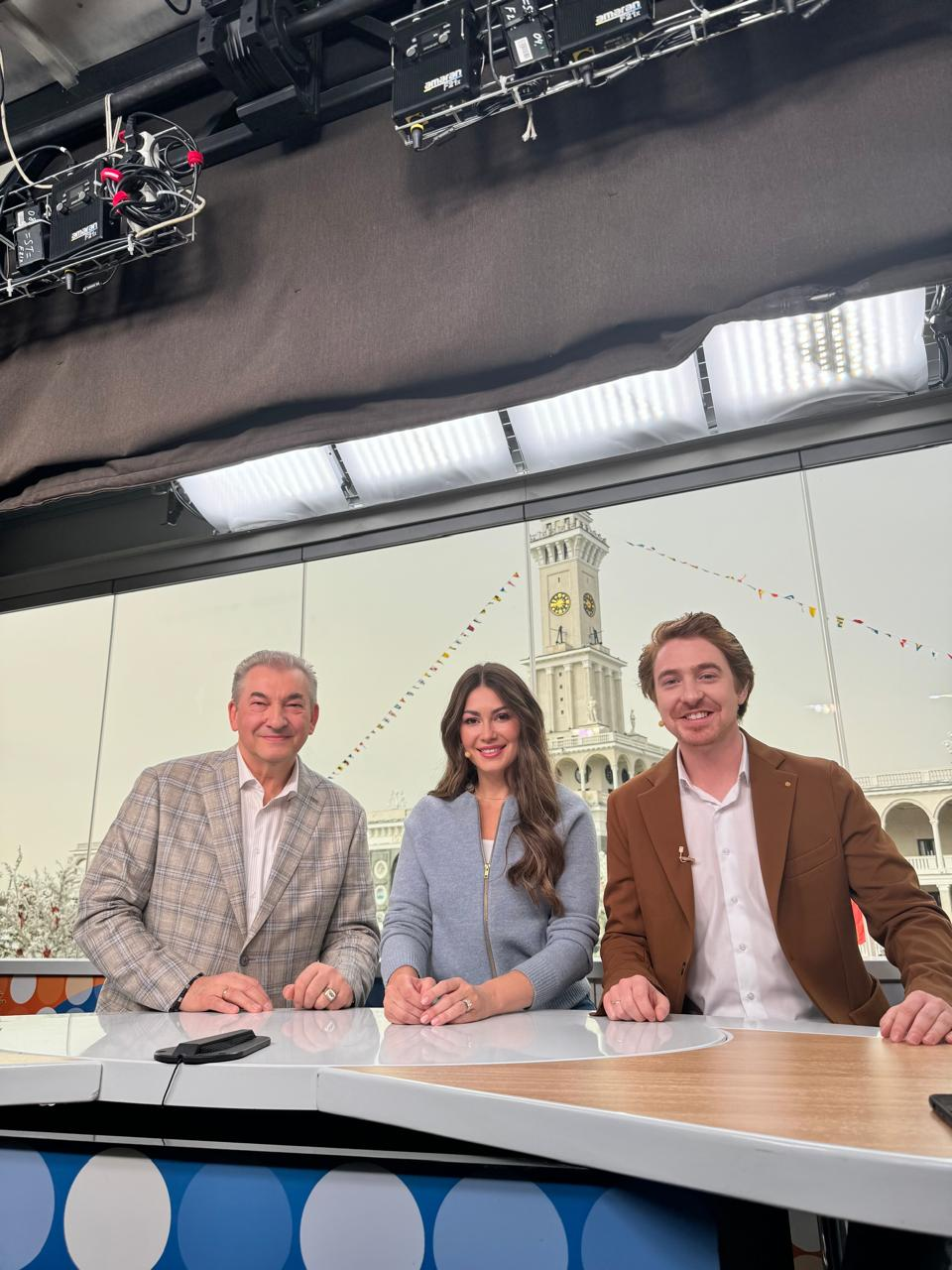
С Ольгой Ушаковой и Владиславом Третьяком в передвижной студии «Доброго утра»

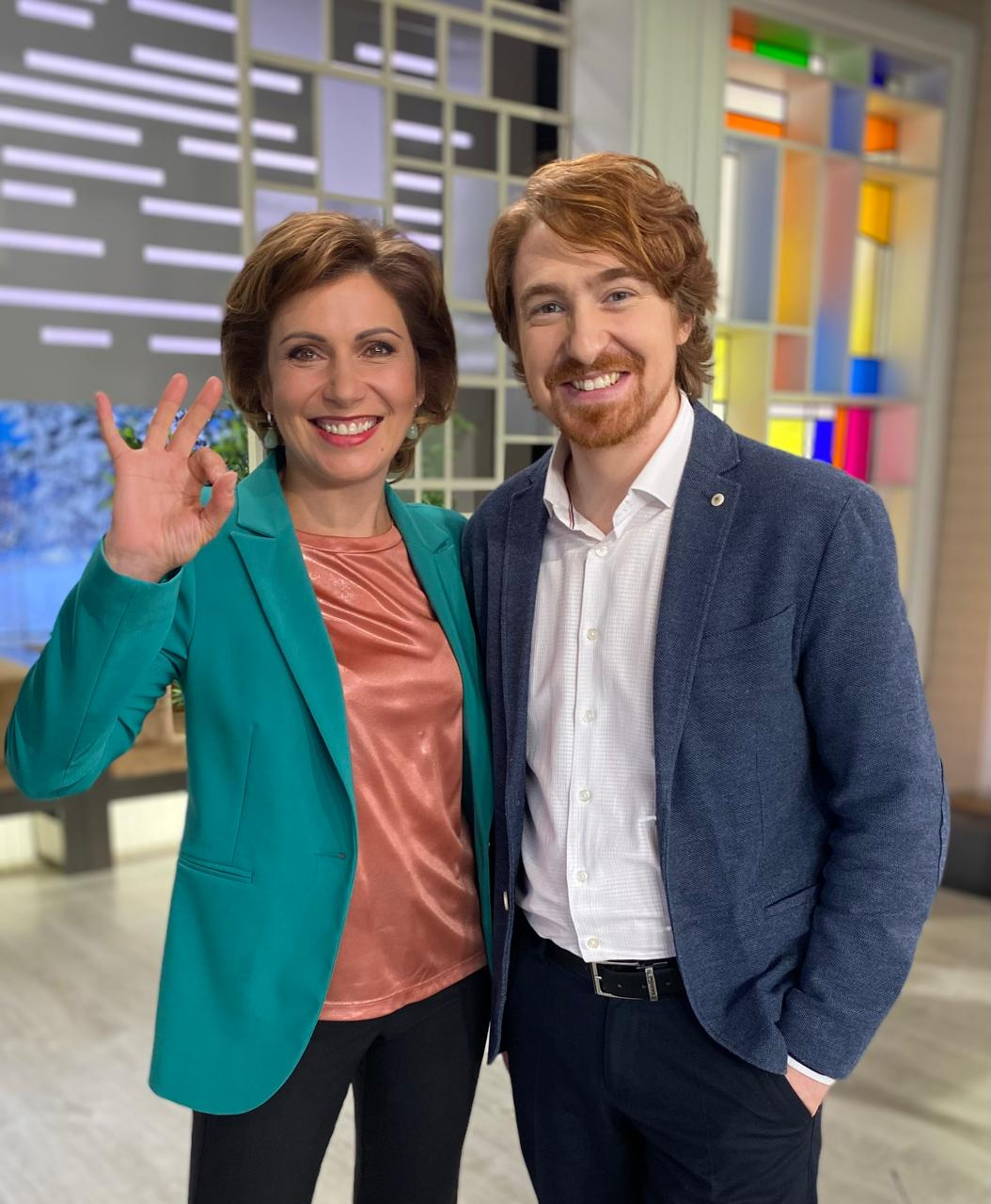
Со Светланой Зейналовой на съемках программы «Доброе утро»

В 2019 году вёл телепередачу «Семейные каникулы» на телеканале «Россия 1». Вместе с семьями из разных городов России гулял по Москве и показывал им, где и как можно провести время в столице, чтобы было интересно и детям, и взрослым.
На телеканале "Москва 24" проработал почти 7 лет. В ноябре 2023 года был последний эфир.
С января 2024 работает ведущим телепередачи «Доброе утро» на Первом канале и ведущим на телеканале "Поехали!" (Цифровое Телесемейство - Первый канал).

## Творчество

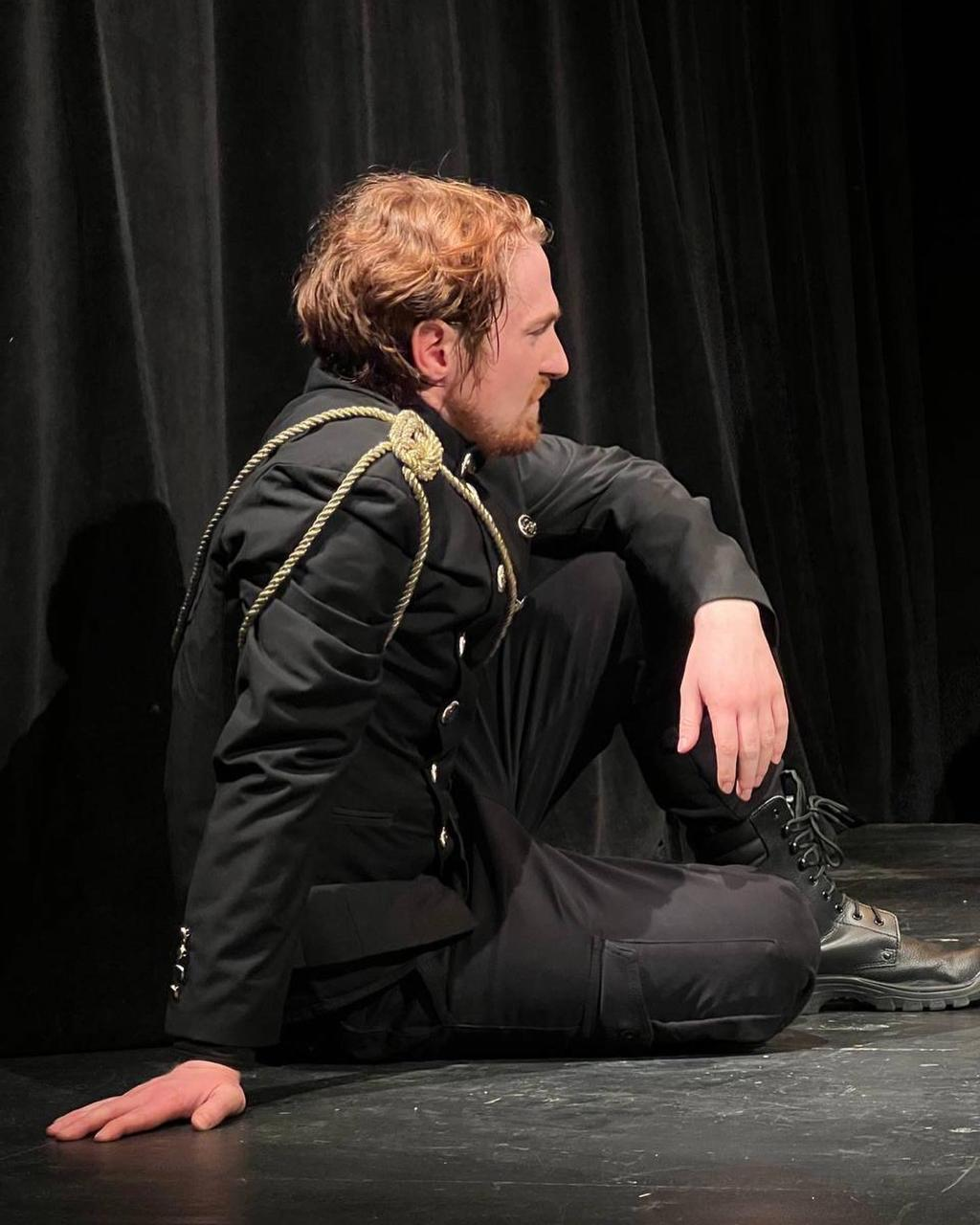
Выпускной спектакль «Макбет» в центре Михаила Чехова
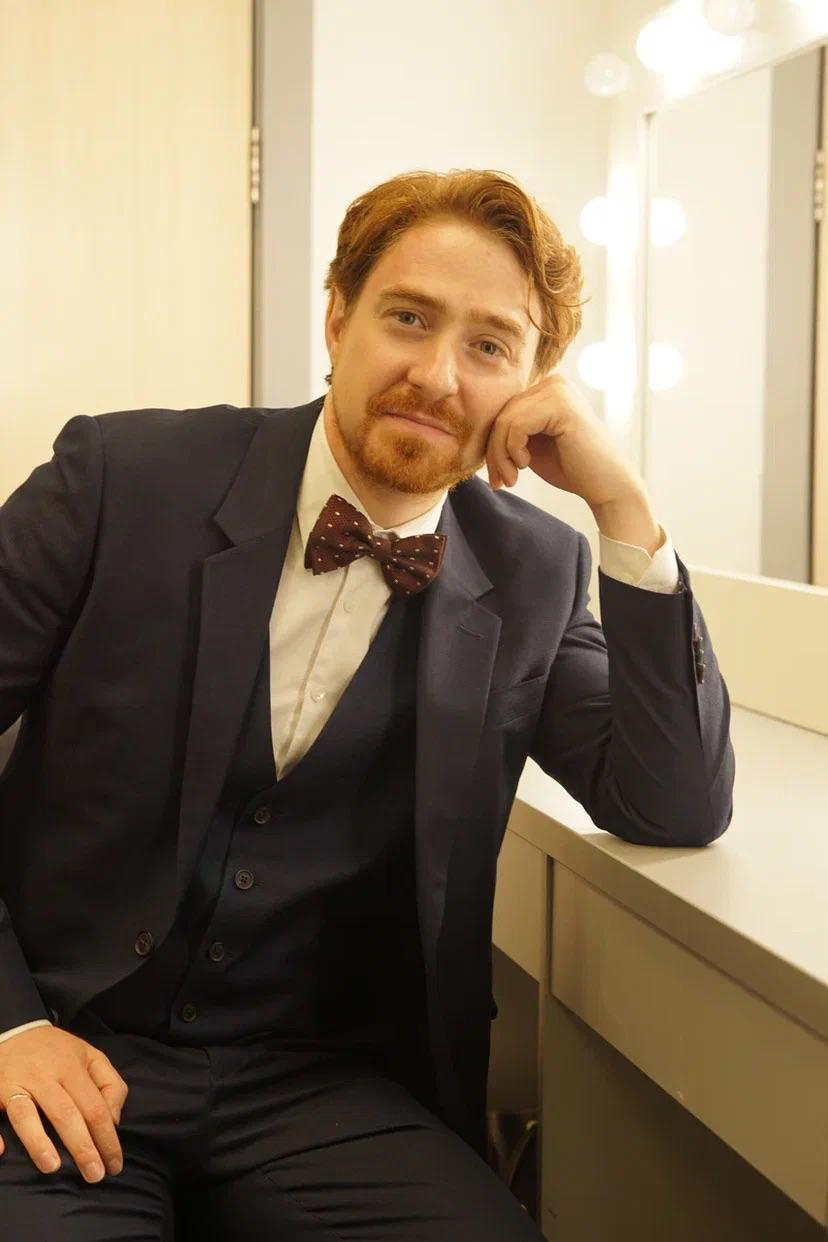
В гримерке перед показом спектакля «Великий Гэтсби»
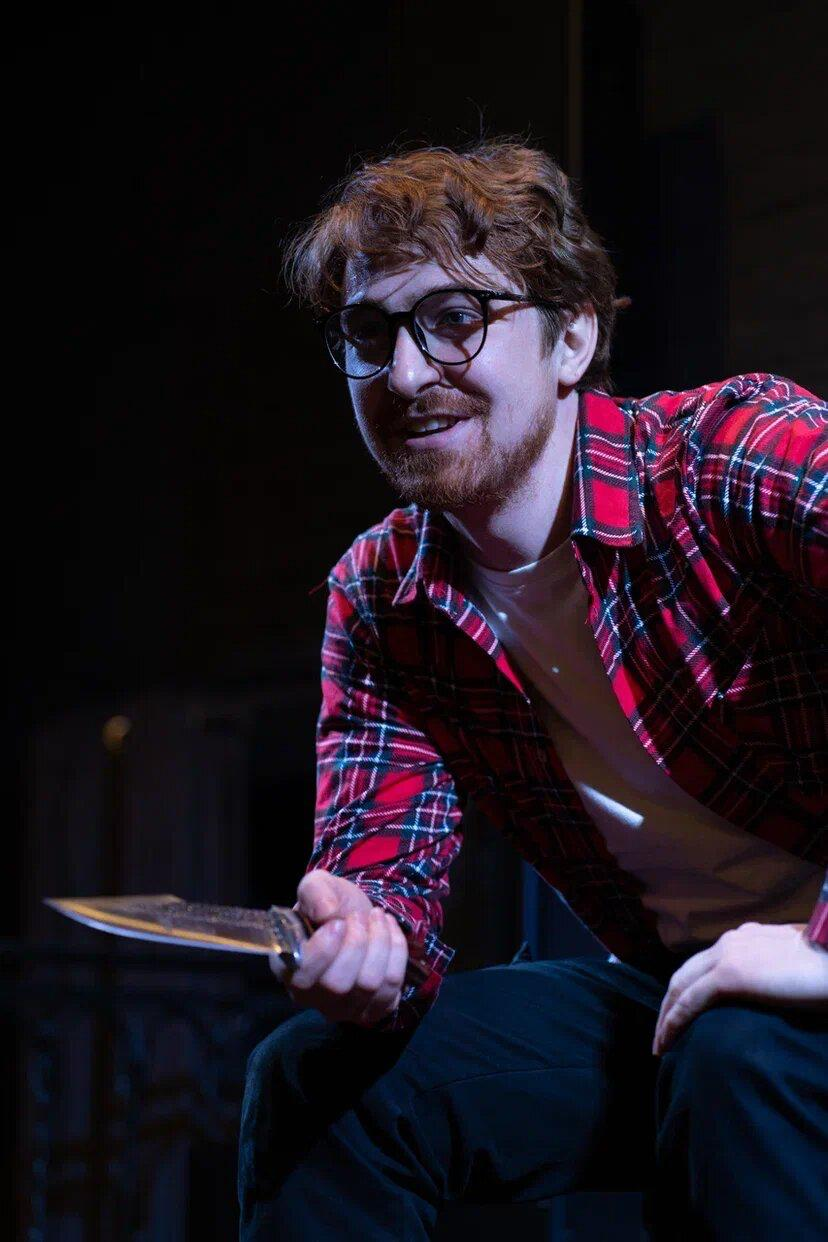
Спектакль «Маньяк» по пьесе Вуди Аллена «Смерть»

В 2020 году дебютировал в кино. Сыграл роль ведущего в телесериале «СашаТаня» на телеканале ТНТ.
В 2023 году окончил обучение в Центре Михаила Чехова по программе профессиональной переподготовки по специальности 070201 "Актерское искусство" и получил квалификацию "Артист драматического театр и кино". В том же году стал актером московского театра "Нуар". Театр позиционирует себя как театр-трансформер, театр стиля и атмосферы.
Снимается в рекламе.

### Фильмография
- 2020 - «СашаТаня» - ведущий
- 2022 - «Бедный олигарх» - Майк
- 2023 - "Год кота" - Егор
- 2023 - "Блеск" - корреспондент
- 2023 - «Жизнь по вызову 2» - диктор
- 2023 - «Открытый брак» - ведущий
- 2023 - «Спасская-3» - Денис Рыбаков
- 2024 - "Пока не родила" - крупье
- 2025 - "Нормальный" - психиатр
- 2025 - "Золото скифов" - археолог

### Театральные работы

#### Центр Михаила Чехова
- 2022 - "Макбет" - Макбет

#### Театр "Нуар"
- 2023 - "Великий Гэтсби" по роману Фрэнсиса Скотта Фицджеральда - Ферди, Михаэлис
- 2023 - "Гетто. Невыдуманные истории" - Йозеф
- 2023 - "Маньяк" по пьесе Вуди Аллена "Смерть" - маньяк

## Педагогическая деятельность

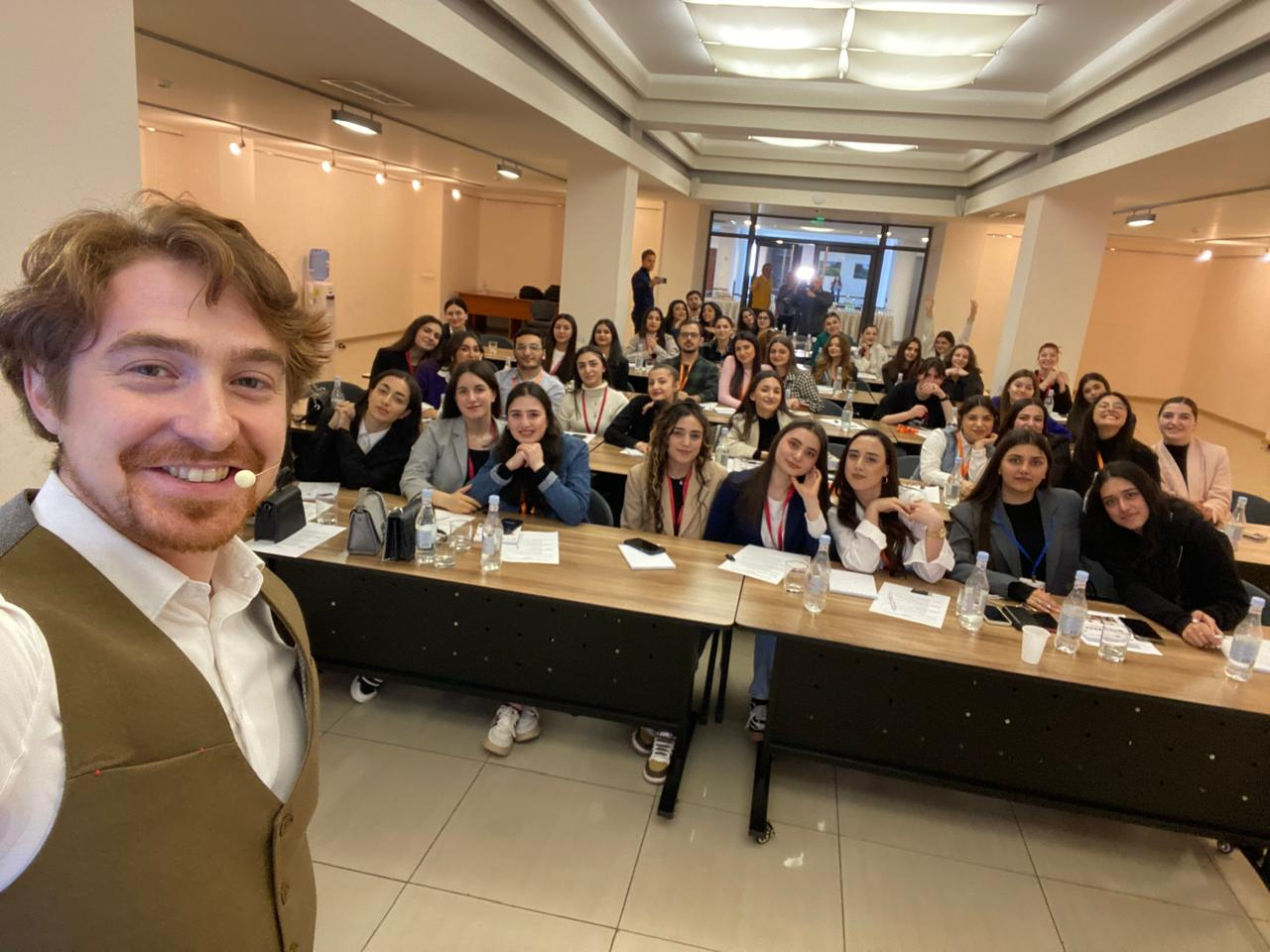
На мастер-классе в Ереване, Армения, 2024 год

Во время обучения в аспирантуре преподавал политологию в Санкт-Петербургском Государственном Электротехническом Университете "ЛЭТИ". После защиты кандидатской диссертации преподавал авторский курс по политическим коммуникациям в Российском Государственном Социальном Университете и в Российской Академии народного хозяйства и государственной службы при Президенте Российской Федерации (РАНХиГС). Автор научных статей на русском и на английском языках в рецензируемых журналах и монографии «Политико-социологическое измерение социодинамики политических коммуникаций в современной России», соавтор - доктор политических наук Владимир Петрович Милецкий, 2017 год.
Сейчас проводит в разных странах мастер-классы по публичным выступлениям, технике речи, тележурналистике и работе в прямом эфире. Выступал в Бангкоке, Стамбуле, Ереване, Абу-Даби.

## Семья
Женат. Жена - Елена (1987 г.). Дети - Анастасия (2013 г.) и Александр (2020 г.)
У Никиты Пименова есть старший брат Максим (1985 г.)

## Хобби

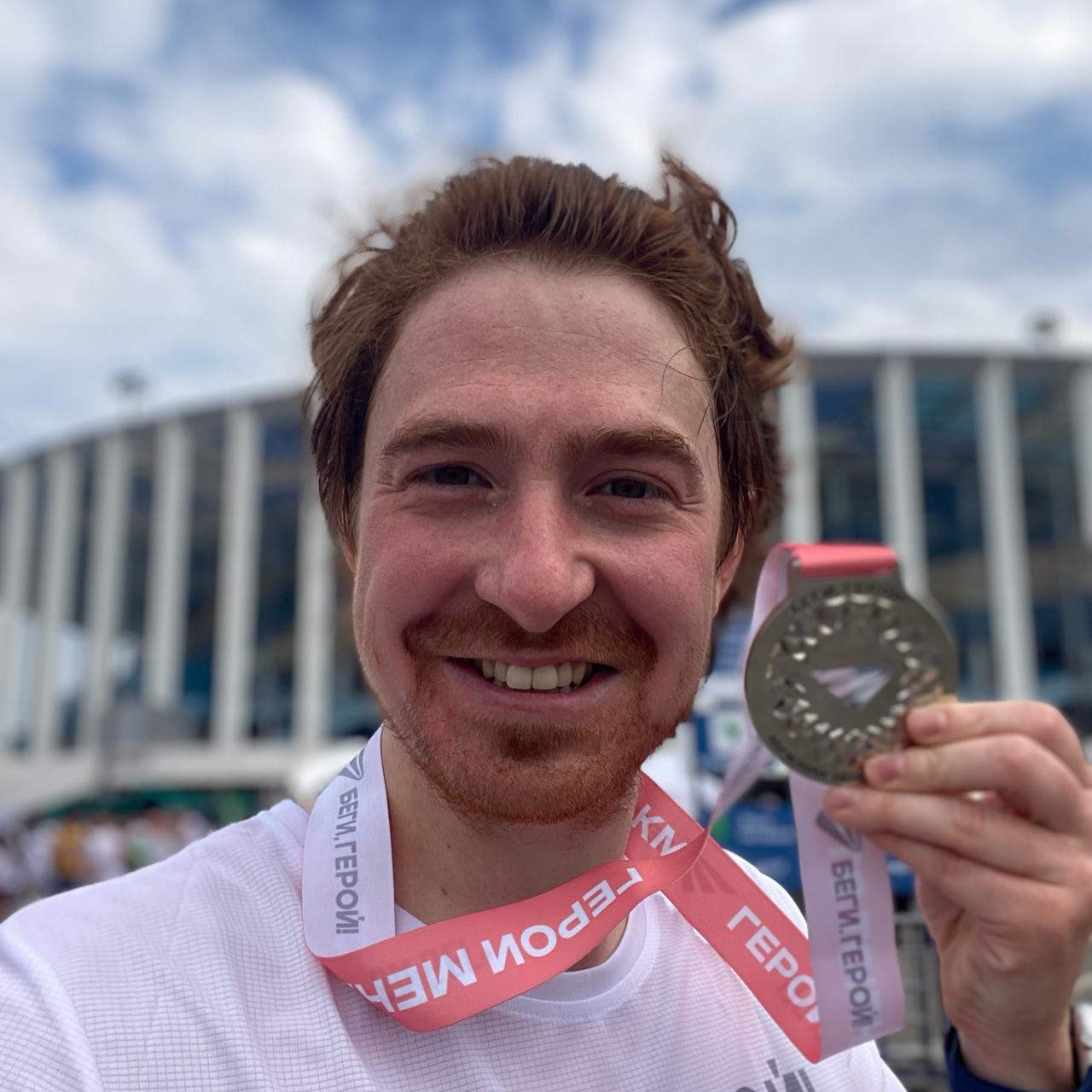
Забег «Беги, герой!» в Нижнем Новгороде, 2025

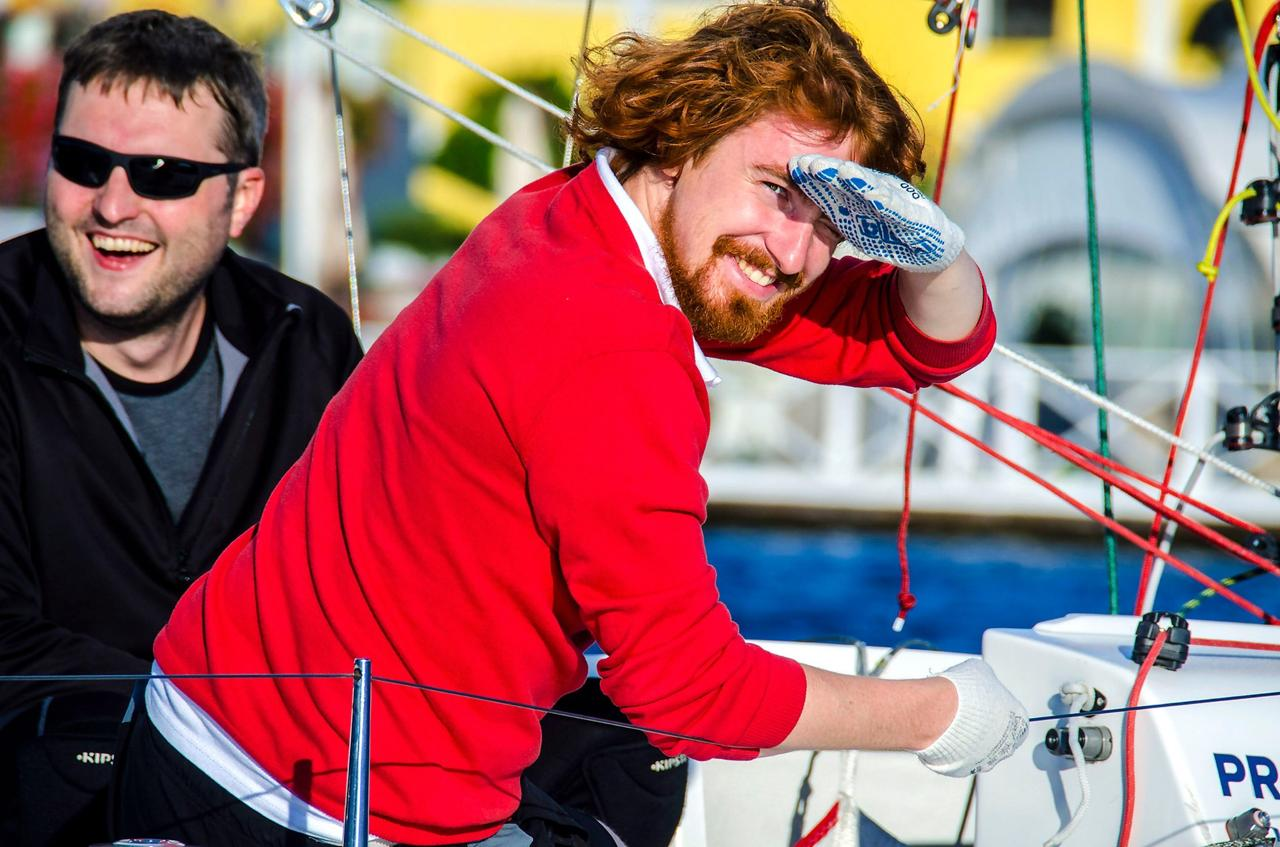
С командой Москвы 24 на еженедельной регате

В детстве играл в футбол. В составе команды "Москвы 24" три года подряд выигрывал вечерние регаты, сезоны 2018-2020. С 2018 года увлекается бегом.
С мая 2024 года записывает стихотворения по понедельникам и иногда по пятницам.
Любит путешествовать. О нескольких путешествиях написал статьи для сайта "Вокруг света".

## Награды
- Специальный приз «Богатство смыслов» конкурса журналистов Санкт-Петербурга и Ленинградской области «Золотое перо» в 2016 году
- Победитель ежегодной Премии для журналистов «ПроОбраз» Московского международного форума «Город образования» в номинации «В кадре» в 2018 году
- Лауреат премии Города Москва в области журналистики 2018.